# Pusta Wielka
Pusta Wielka (1061 m) – szczyt w Beskidzie Sądeckim, w południowej części Pasma Jaworzyny. Znajduje się w bocznym, najdłuższym grzbiecie tego pasma. Grzbiet ten odbiega od Runka (1080 m) w południowo-zachodnim kierunku i poprzez Jaworzynkę (1001 m), Pustą Wielką i Zubrzy Wierch (870 m) opada do doliny Popradu w Żegiestowie-Zdroju.
Z zachodnich stoków spływa Baraniecki Potok (dopływ Wierchomlanki), z południowych Żegiestowski Potok i Milik (obydwa uchodzą do Popradu). Pusta Wielka jest zalesiona, ale pod jej wierzchołkiem, na południowej stronie znajduje się duża, zarastająca polana. Polany, ale poza szlakiem znajdują się również na stokach  zachodnich. Na opadających do Szczawnika stokach wschodnich znajduje się duża polana z wyciągami narciarskimi. Dawniej polan i obszarów bezleśnych było dużo więcej, jednakże po wysiedleniu w 1947 Łemków zamieszkujących dawniej te okolice użytkowane przez nich polany zostały zalesione, lub samorzutnie zarastają lasem.
Znajduje się na obszarze Popradzkiego Parku Krajobrazowego. Ponadto na północnych stokach znajduje się rezerwat przyrody Wierchomla chroniący starodrzew bukowo-jodłowy oraz piaskowcowe skałki. Około 50 m po zachodniej stronie szczytu znajduje się w skałach nieduża grota (3 m długości).

## Szlaki turystyczne
– żółty z Żegiestowa przez Pustą Wielką do kapliczki pod Jaworzynką  3.30 h, ↓ 2.45 h
 – niebieski z Żegiestowa przez Trzy Kopce, Pustą Wielką, Jaworzynkę i  Bacówkę nad Wierchomlą na Runek. 3.45 h, ↓ 2.30 h
 – czarny z Żegiestowa na Pustą Wielką. 3 h, ↓ 2.30 h